# سن-داوید-دوفلاردو، کبک
سن-داوید-دوفلاردو (به فرانسوی: Saint-David-de-Falardeau) شهری در منطقه شهری لو افجور-دو-ساگونه ناحیه سگونه-لاک-سن-ژان در استان کبک کانادا است. در سرشماری سال ۲۰۱۱ این شهر ۲٬۴۵۳ نفر جمعیت داشته‌است و مساحت آن ۳۷۹٫۲۳ کیلومتر مربع است.